# Карл Хун
Карл Фрідріх Хун (нім. Carl Friedrich Chun; 1 жовтня 1852, Хехст — 11 квітня 1914, Лейпциг) — німецький біолог.

## Біографія
Вивчав зоологію в Лейпцизькому університеті, після працював в Кенігсберзі і Вроцлаві. Отримав звання професора біології 1892 року в рідному університеті.
Карл Хун був ініціатором і керівником німецької глибоководної експедиції, що стартувала 1 серпня 1898 року в Гамбурзі. Вчений відвідав острови Буве, Кергелен і деякі інші в морях Субантарктики і прибув назад в Гамбург 30 квітня 1899 року.
Зоолог спеціалізувався на вивченні головоногих і планктону. Карл Хун відкрив і описав унікального молюска — адского вампира (Vampyroteuthis infernalis)

## Нагороди
- Медаль Котеніуса (1911)

## Праці

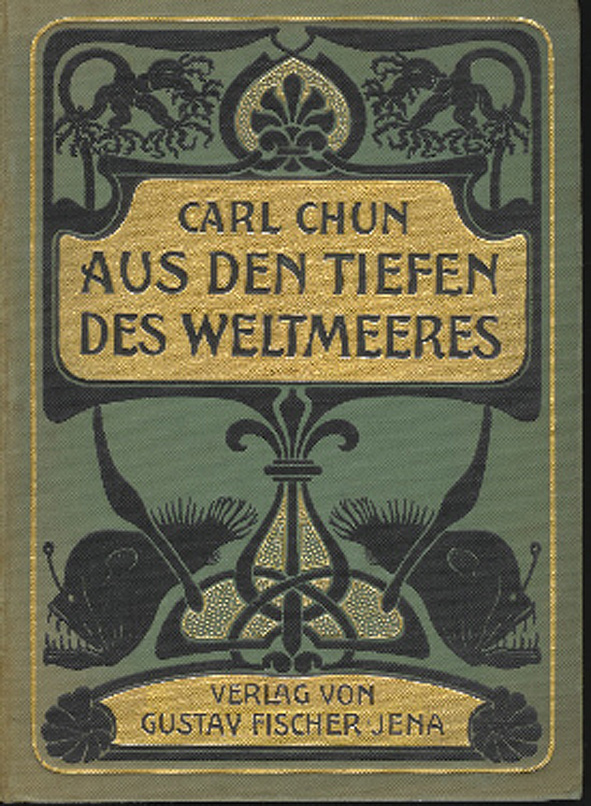
Перше видання книги, що стала бестселером, «З глибин океану» (Aus den Tiefen des Weltmeeres 1900)

- Die Ctenophoren des Golfes von Neapel und der angrenzenden Meeres -Abschnitte: eine Monographie. Fauna und Flora des Golfes von Neapel und der angrenzenden Meeres -Abschnitte hrsg. von der Zoologischen Station zu Neapel, 1: XVIII, 313 S., Stazione Zoologica Napoli, Leipzig: Engelmann, 1880
- Katechismus der Mikroskopie. Webers illustrierte Katechismen. 138 S., Leipzig: S.Weber, 1885
- Die pelagische Thierwelt in grösseren Meerestiefen und ihre Beziehungen zu der Oberflächenfauna . Bibliotheca Zoologica 1 (1): 66 S., Cassel: Fischer, 1887
- Die Beziehungen zwischen dem arktischen und antarktischen Plankton. 64 S., Stuttgart: Nägele, 1897
- Aus den Tiefen des Weltmeeres. 1. Auflage, 549 S., Jena: Fischer, 1900
- Aus den Tiefen des Weltmeeres. 2. Auflage, 592 S., Jena: Fischer, 1903
- Die Cephalopoden T. 1: Oegopsida. Wissenschaftliche Ergebnisse der deutschen Tiefseeexpedition auf dem Dampfer Valdivia 1898—1899, 18 (1), Jena: Fischer, 1910
- Die Cephalopoden T. 2: Myopsida, Octopoda. Wissenschaftliche Ergebnisse der deutschen Tiefseeexpedition auf dem Dampfer Valdivia 1898—1899, 18 (2), Jena: Fischer, 1910